# Gabriele Bartoletti
Gabriele Bartoletti (* 19. April 1984 in Rom) ist ein italienischer ehemaliger Fußball-Torwart.

## Karriere
Gabriele Bartoletti begann seine Karriere in der Jugendmannschaft von Pescara Calcio. Er debütierte für Pescara am 12. Juni 2004 in der Serie B, als er im Heimspiel gegen Ternana Calcio zwischen den Pfosten stand. Dies war in jener Spielzeit auch sein einziger Einsatz und die Mannschaft aus den Abruzzen schaffte als drittletzter der Liga den Klassenerhalt, da der SSC Neapel zum Zwangsabstieg verurteilt wurde. In der Saison 2004/05 erhielt er zwei Einsätze bei Pescara. Am 11. und 12. Spieltag lief er für die Mannschaft auf und unterlag dabei in der ersten Partie im Heimspiel gegen den FC Turin mit 0:2, die darauffolgende Auswärtspartie bei Salernitana Calcio wurde mit demselben Ergebnis zugunsten der abruzzesischen Mannschaft beendet.
Bartoletti gelang es dabei erstmals in einem Ligaspiel für Pescara ohne Gegentreffer zu bleiben. Der Torhüter konnte sich bei Pescara nicht einen Stammplatz erkämpfen und erhielt in der Saison 2005/06 keine Pflichtspieleinsätze. Für die folgende Saison folgte eine Ausleihe zum Viertligisten Celano FC Olimpia. Bartoletti etablierte sich dort sogleich als Stammtorwart und absolvierte 33 Ligapartien, in denen er 40 Gegentore einstecken musste.
Nach der Rückkehr zur Saison 2007/08 zu seinem Stammverein Pescara Calcio bestritt er am 1. Spieltag bei der Auswärtspartie gegen Potenza SC seine erste Ligapartie für die Mannschaft seit fast drei Jahren. Mit einer 4:0-Pleite in Potenza kehrte Bartoletti mit Pescara in die Abruzzen zurück und wurde im Januar 2008 zum damaligen Ligakonkurrenten SS Sambenedettese verliehen.
Er bestritt nur ein Spiel und kehrte danach abermals zu Pescara zurück. Auch nach fast sieben Jahren im Verein gelang es dem Torhüter nicht, sich gegen seine Konkurrenten Salvatore Pinna und Lorenzo Prisco durchzusetzen und regelmäßige Einsätze zu erhalten.
Zum Saisonende 2009/10 gelang ihm mit Pescara der Aufstieg in die zweithöchste Spielklasse. In den Play-off-Finals setzte sich die Mannschaft gegen Hellas Verona durch.